# Bằng chứng thực nghiệm

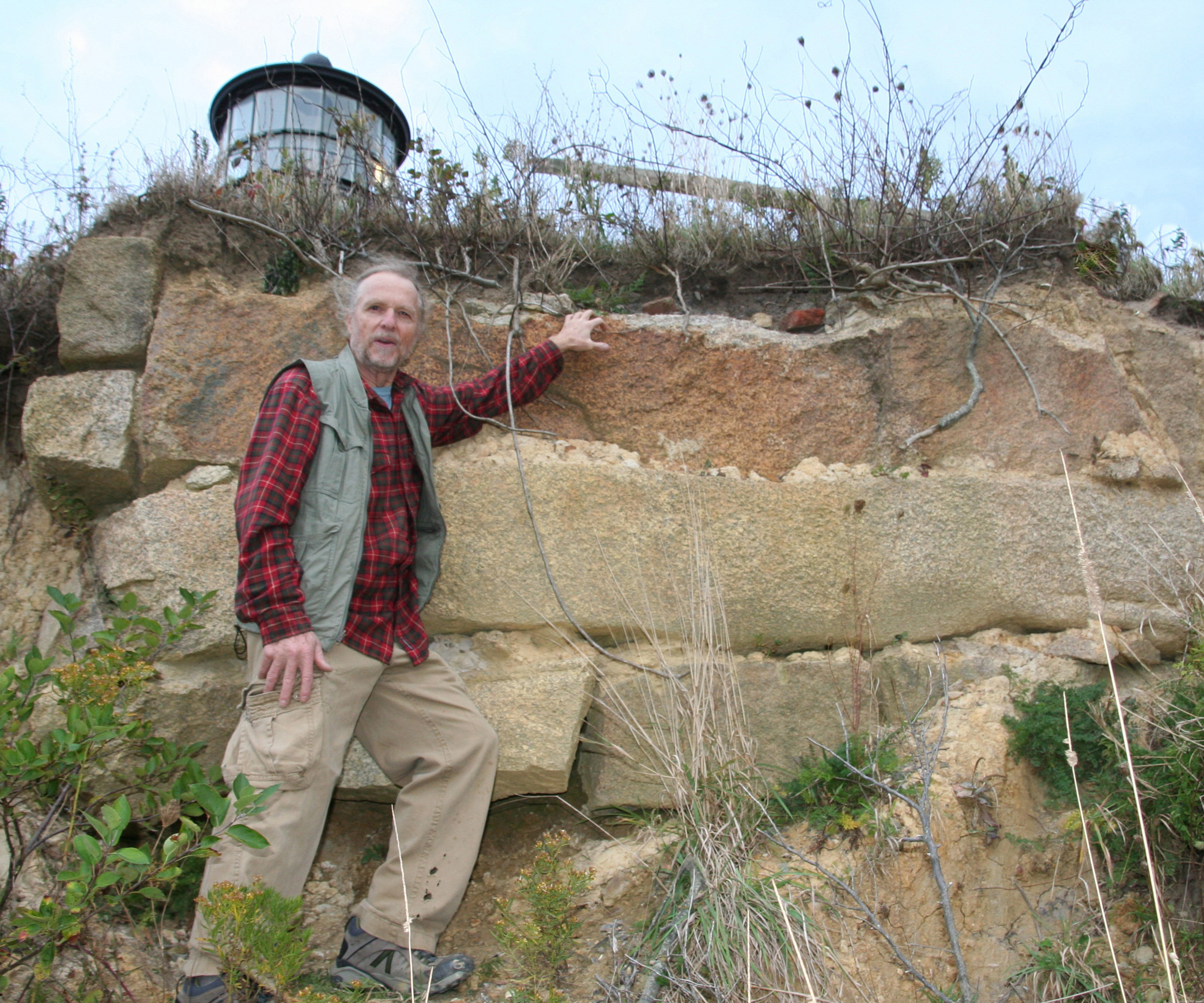
Bằng chứng thực nghiệm liên quan đến Hải đăng Gay Head (Aquinnah, Massachusetts) đầu tiên và xói mòn bờ biển trên vườn nho phía Tây của Martha có sẵn như là một điểm tham chiếu.

Bằng chứng thực nghiệm (Tiếng Anh: Empirical evidence) là thông tin nhận được bằng giác quan, đặc biệt là quan sát và tài liệu về các mẫu và hành vi thông qua thí nghiệm. Thuật ngữ này xuất phát từ chữ Hy Lạp để thí nghiệm, ἐμπειρία (empeiría).
Sau khi Immanuel Kant, trong triết học, người ta thường gọi là trí thức thu được trí thức hậu nghiệm (trái ngược với trí thức tiên nghiệm).

## Ý nghĩa
Bằng chứng thực nghiệm là thông tin xác minh chân lý (tương ứng chính xác với thực tế) hoặc giả mạo (không chính xác) của yêu cầu bồi thường. Theo quan điểm của chủ nghĩa kinh nghiệm, người ta chỉ có thể tuyên bố có kiến thức khi dựa trên bằng chứng thực nghiệm (mặc dù một số người theo chủ nghĩa kinh nghiệm tin rằng có những cách khác để đạt được trí thức). Điều này trái ngược với quan điểm duy lý, theo đó lý trí hoặc sự phản ánh một mình được coi là bằng chứng cho sự thật hoặc giả dối của một số đề nghị. Bằng chứng thực nghiệm là thông tin thu được bằng quan sát hoặc thử nghiệm, dưới dạng dữ liệu được ghi lại, có thể là đối tượng phân tích (ví dụ bởi các nhà khoa học). Đây là nguồn chính của bằng chứng thực nghiệm. Các nguồn thứ cấp mô tả, thảo luận, giải thích, nhận xét, phân tích, đánh giá, tóm tắt và xử lý các nguồn chính. Tài liệu nguồn thứ cấp có thể là các bài báo trên báo hoặc tạp chí nổi tiếng, đánh giá sách hoặc phim hoặc các bài báo được tìm thấy trong các tạp chí học thuật thảo luận hoặc đánh giá nghiên cứu ban đầu của người khác.
Quan điểm chủ nghĩa thực chứng tiêu chuẩn về thông tin thu được theo kinh nghiệm là quan sát, kinh nghiệm và thử nghiệm đóng vai trò là trọng tài trung lập giữa các lý thuyết cạnh tranh. đã lập luận rằng các phương pháp này bị ảnh hưởng bởi niềm tin và kinh nghiệm trước đó. Do đó, hai nhà khoa học khi quan sát, trải nghiệm hoặc thử nghiệm trên cùng một sự kiện sẽ không thể thực hiện cùng một quan sát trung lập về lý thuyết.  Vai trò của quan sát như một trọng tài lý thuyết trung lập có thể không thể. Lý thuyết phụ thuộc vào quan sát có nghĩa là, ngay cả khi đã có các phương pháp suy luận và giải thích thống nhất, các nhà khoa học vẫn có thể không đồng ý về bản chất của dữ liệu thực nghiệm.